# Castell de Josa
El castell de Josa és un castell del poble de Josa de Cadí, al municipi de Josa i Tuixén (Alt Urgell) inclòs en l'Inventari del Patrimoni Arquitectònic de Catalunya.

## Descripció
En la summitat de la vileta -la qual donà nom a una baronia-, l'església que fou parroquial sembla fer-nos entendre que allí, dalt del pujolet, devia aixecar-se el castell. Alguna pedra antiga esdevé possiblement el testimoni d'un temps pretèrit. Llegim, en efecte, que "l'església, en el punt anomenat el Castell- on radicava la casa senyorial de la família Josa-, fou reedificada en la primera meitat del passat segle"(Rocafort).

## Història
Coneixem alguna notícia històrica referent al castell de Josa. Així, consta que el 1327 el noble Pere Galceran de Pinós declarava que el castell i la vila de Josa li eren propis, que mai no ho alienaria i que restarien dins la baronia de Pinós, com ho eren "villa Bagadani, castris de Gosol et de Salces et aliis nostris castris", sense que aquesta promesa pogués danyar els possibles interessos d'altri, com P. De Josa, drets "quod nom credimus" existissin. En el mateix segle, el castell de Josa fou arrendat, per 80 lliures barcelonesses. El maig del 1351, Galceran de Pinós-no pas el que hem esmentat- nomenà el donzell Ferrer de castellet per a prestar homenatge, en nom seu, al rei Pere "el Ceremoniós", per la baronia de Josa.- una notícia primerenca del castell de "Iosa" és del 1107, ja intervenint-hi individus que enfilaran la família Pinós. Al s. XIII prengué volada la família dels Josa, també important. El 1307 senyorejava ací Maimó de Josa.